# La Cenicienta del Palace
La Cenicienta del Palace es una revista musical española, con libreto de Luis Escobar (bajo el pseudónimo de Carlos Somonte) y música del maestro Fernando Moraleda, estrenada en 1940.

## Argumento
Celia y Delia son dos hermanas gemelas millonarias recién instaladas en un lujoso hotel de la costa española. Allí son acosadas por Robertito y su madre la Baronesa de Palo, que, arruinados buscan recuperar la fortuna familiar a través del matrimonio con una de las ricas hermanas. Coinciden también con Carlos Aley, compinchado con Irene que pretende chantajear a la millonaria Celia tras fotografiarla en situación comprometida con Carlos. El enredo se complica, pues Celia y Delia resultan ser la misma persona, y además Carlos termina cayendo enamorado.

## Estreno
Estrenada en el Teatro Eslava de Madrid el 1 de marzo de 1940. El cartel lo encabezó la vedette argentina Celia Gámez, acompañada por Micaela de Francisco, Julia Lajos, Paquita Gallego, Alfonso Godá y Miguel Arteaga.

## Adaptaciones
La obra fue adaptada para televisión por Fernando García de la Vega, dentro del espacio La comedia musical española, emitido por TVE el 3 de diciembre de 1985, con interpretación de Paloma San Basilio (Celia/Delia), Víctor Valverde (Carlos), Helga Liné (Irene), Margot Cottens (Baronesa), Juan Carlos Naya (Roberto), Luis Escobar (Don Trino), Félix Navarro,  Alfonso del Real y María Barranco.